# Lacul Moeris
Lacul Moeris (în greacă Μοἵρις, în arabă بحيرة قارون, transliterat: Qarun) este un lac sǎrat din Egipt, situat pe teritoriul oazei Fayyum. Are o suprafața de 233 km². Se aflǎ la nivelul de 43 m sub nivelul mării. Lacul contemporan, este numai o urmǎ a unui lac mult mai mare, care a existat pe acest loc, și care avea o suprafațǎ de 1300-1700 km². Inițial era o întindere mare de apǎ, care treptat se usca din motive încă necunoscute (alunecări de teren geologice, infiltrare, evaporarea înaltǎ din cauza încălzirii globale).

## Istorie
Lacul Moeris pe Hieroglifele egiptene:
| N36 · wr | n · n · n |

Istoria oazei Fayyum (în coptă Fa-Youm - lac, mare), este indisolubil legatǎ de acest lac, deoarece țǎrmurile sale erau populate de o mulțime de crocodili, cǎrora oamenii li se închinau, grecii care au vizitat oaza, au numit orașul care era situat aici Crocodilopolis (în prezent Al Fayyum). Deja în timpul Vechiului Regat apele lacului Moeris, fiind lac de apă dulce, au fost folosite pentru irigații, însǎ nivelul apei a scăzut atât de mult încât Amenemhat I, a petrecut o serie de lucrări de drenare, ca rezultat nivelul apei a crescut pânǎ la nivelul din prezent. În timpul faraonului Amenemhat al III-lea o partea a lacului a fost drenatǎ, fiind transformat într-un lac artificial, conectat la Nil prin Canalul lui Iosif (mijlocul secolului al XIX-lea î.Hr). În secolul al III-lea î.Hr., lacul a fost iarǎși drenat pentru extinderea suprafeței arabile cu 1.200 km² de sol aluvionar irigat prin canale. Regiunea a intrat în declin după primele două secole de guvernare romană.